# سیارک ۴۳۵۱
سیارک ۴۳۵۱ (به انگلیسی: 4351 Nobuhisa، نامگذاری:1989UR1) چهار هزار و سیصد و پنجاه و یکمین سیارک کشف شده‌است که در ۲۸ اکتبر ۱۹۸۹ کشف شد.
قدر مطلق سیارک برابر ۱۲٫۶۰ است.